# Jakob Andreae

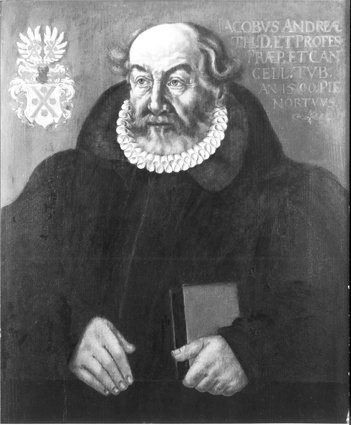
Jacobus Andreae, Professor der Theologie und Kirchenprobst, auf einem Gemälde von Hans Ulrich Alt, Öl auf Holz, 1590, Sammlung Tübinger Professorengalerie

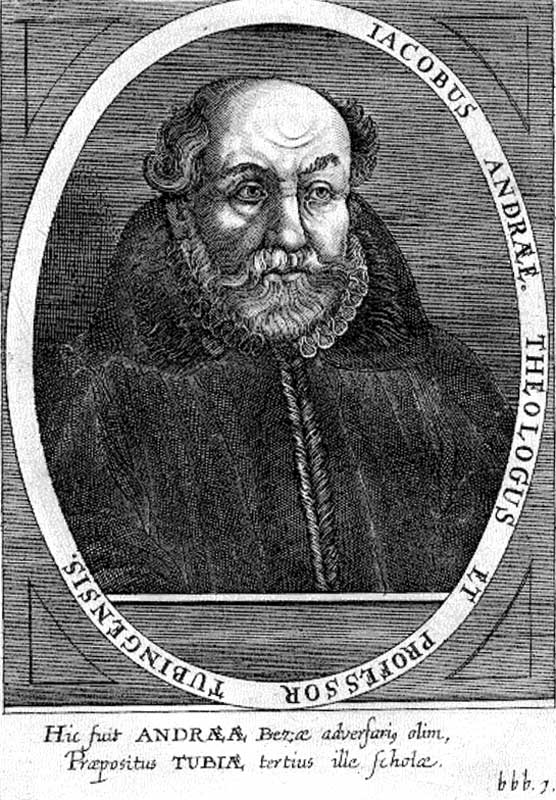
Bildnis des Jacobus Andreae, Kupferstich aus dem 17. Jahrhundert

Jacobus Andreae, andere Namensbezeichnungen Jakob Andreä, auch genannt Jakob Schmiedlein, Vulcanus, Schmiedjakob, Faber Fabricius (* 25. März 1528 in Waiblingen; † 7. Januar 1590 in Tübingen) war ein lutherischer Theologe des 16. Jahrhunderts, Kanzler und Reformator.

## Leben und Wirken
Jacob Andreae kam als Sohn des Schmiedes Jacob Endriß († 1566 in Bebenhausen) und dessen Ehefrau Anna, geborene Weißkopf, zur Welt. Er sollte nach dem Willen seines Vaters Tischler werden. Auf Erhard Schnepfs Wirken hin besuchte Andreae an das Pädagogium in Stuttgart und bezog anschließend, 1541, die Universität Tübingen. Im Alter von 18 Jahren wurde er Diakonus in Stuttgart  und heiratete Anna Entringer. Der Ehe entsprossen 20 Kinder, darunter viele bedeutende Nachfahren.
Durch das Augsburger Interim aus Stuttgart 1548 vertrieben, predigte Andreae mutig in Tübingen an der Stiftskirche. Auf Wunsch des Herzogs Christoph von Württemberg erwarb Jacob Andreae 1553 den akademischen Doktorgrad und wurde bereits 1552, nach dem Interim, als Superintendent von Göppingen berufen. Zugleich war er Generalsuperintendent des Adelberger Bezirks und neben Johannes Brenz mit gesamtkirchlichen Aufgaben betreut.
Zunächst neigte Andreae dazu, sich mit der calvinistischen Richtung zu vergleichen; so unterschrieb er 1559 die Formel der Stuttgarter Synode, die sich für Brenzens Ubiquitätslehre einsetzte und sich von der vermittelnden Richtung absetzte. 1561 wurde er in Tübingen Kanzler der Universität, Professor der Theologie und Propst. Auf den Fürstentagen und bei den Religionsgesprächen in den 1550er und 1560er Jahren war er als Tübinger Reformator Begleiter seines Herzogs, vertrat die Württemberger Kirche auch in Paris, Straßburg und anderen Orten in sachlicher und ausgleichender Weise.
Auf Wunsch des Herzogs Julius führte Jacob Andreae die Reformation im Fürstentum Braunschweig-Wolfenbüttel 1568/70 durch. Dazu strebte er eine kirchliche Einigung an, stellte 1568 seine fünf Friedensartikel auf und versuchte mit Martin Chemnitz und Nikolaus Selnecker die lutherische Kirche zu einer festen Glaubensmeinung zu führen. Jedoch scheiterte sein Versuch zur Einigung an dem Misstrauen und dem Widerstand der Gnesiolutheraner und Philippisten auf dem Zerbster Konvent von 1570.
Da seine Bemühungen scheiterten, wandte er sich einer Einigung des süd- und norddeutschen, des schwäbischen und niedersächsischen Luthertums zu. Dazu verfasste er 1574 die Schwäbische Konkordie. Zwölf Jahre seines Lebens widmete er der lutherischen Konkordie auf der Grundlage einer neuen Lehrnorm. Es gelang ihm, im Luthertum auf divergierende Kräfte sammelnd zu wirken, während der Graben zur anderen Richtung tiefer wurde.
Als er 1576 zum Einigungswerk nach Torgau berufen wird, entstand aus seinem Entwurf der Schwäbischen Konkordie die Grundlage der schwäbisch-sächsischen Konkordie, die mit der Maulbronner Formel zum Torgischen Buch vereinigt wurde. 1577 schuf er zusammen mit norddeutschen Theologen das Bergische Buch. Er nahm auch an den Verhandlungen auf den Konventen 1578 in Tangermünde, 1578 in Schmalkalden, 1579 in Jüterbog und 1580 in Bergen teil.
Seine Mitarbeiter klagten über seine Tyrannei, die konfessionellen Gegner gingen gegen ihn vor. Die Reformatoren Martin Chemnitz, David Chyträus, Nikolaus Selnecker und Andreas Musculus halfen ihm, in allen Anfeindungen durchzuhalten, bis ihn Kurfürst August von Sachsen 1580 doch entließ. 1583 starb seine Frau, die ihm 20 Kinder geboren hatte. Auch in der Heimat angefeindet, wirkte er wieder im Sinn der Konkordie, disputierte 1586 mit Théodore de Bèze und legte theologische Streitigkeiten bei. Er war durch seine Friedensbestrebungen unentwegt in der Theologie des 16. Jahrhunderts tätig. Seine Bestrebungen trugen zur Entwicklung des Luthertums bei.
Besonders durch ihn kam 1577 die Konkordienformel zustande.
Jacob Andreae hielt die Leichenpredigten für Hans IV. von Liebenstein († 1563), Sabina von Bayern, die Herzogin von Württemberg (1492–1564), Hans Ungnad von Weissenwolf, Freiherr von Sonneck (1493–1564), Pietro Paolo Vergerio (1498–1565), Wilhelm Bidembach (1538–1572), Margarete von Braunschweig-Wolfenbüttel (1517–1580), Balthasar von Karpfen (um 1530–1585), Dietrich Schnepf (1525–1586), Primož Trubar (1508–1586) und Fritz Herter von Herteneck († 1590).

## Familie
Am 30. Juni 1546 vermählte sich Jakob Andreae, in erster Ehe in Tübingen, mit Anna Entringer († 1583), einer Tochter des Tübinger Bürgers und Gardesoldaten auf Schloss Hohentübingen, Johannes Entringer (1443–1546) und seiner Gemahlin Anna.
Der Ehe Jakob Andreaes mit Anna Entringer entsprossen 20 Kinder:
1. Susanna Andreae (1547–1552),
2. Juditha Andreae (1548–1550),
3. Jakob Andreae (1549–1630), Pfarrer in Hagelloch, Dußlingen, Metzingen und Kirchentellinsfurt, verheiratet I. seit 1570 mit Anna Bär (um 1554–1576) aus Stuttgart, Tochter von Dr. jur. utr. Kaspar Beer († um 1558), württembergischer Ober-Rat, und seiner ersten Ehefrau Margarete Waltorffer († 1554)[3], und II. seit 1576 mit Catherina Mann (1558–1631) aus Blaubeuren, Tochter von Veit Mann (um 1507/15–1591) und Apollonia Lang (1538–1596),
4. David Andreae (1551–1588), Pfarrer in Hagelloch, Jesingen und Gültstein, verheiratet I. seit 1573 mit Agnes Greinß[4] († 1578), Tochter von Johannes Greinss (Grayns), II. seit 1579 mit Margreta Gödelmann (um 1560–1626) aus Tuttlingen, Tochter von Jeremias Godelmann († 1582), Vogt, Keller und Geistlicher, und Maria Holzschuher († 1568) und Schwester von Jeremias und Johann Georg Gödelmann (1559–1611)
5. Susanna Andreae (1552–1593), verheiratet seit 1570/71 mit Dr. jur. utr. Balthasar Eysengrein (1547–1611) aus Stuttgart, württembergischer Konsistorialdirektor, Sohn von Martin Eysengrein (1507–1567), Bürgermeister von Stuttgart, und Maria Moser (1527–1560),
6. Petrus Andreae (1553–1574),
7. Johannes Andreae (1554–1601), Pfarrer und Abt des Klosters Königsbronn, verheiratet seit 1576 mit Maria Moser (1550–1632) aus Herrenberg, Tochter von Valentin Moser von Filseck (1520–1576) und Margaretha Hiller (1518–1559),
8. Ulrich Andreae (1555–1596), Dr. med., 1583 Arzt in Lindau, verheiratet seit 1583 mit Ursula Frantz (1549–1624) aus Lindau, Tochter oder Witwe von Stadtschreiber Joachim Franz
9. Blandina Andreae (1557–1600), seit 1579 verheiratet mit dem Arzt Anton Schweickhardt (um 1555–1620), Universitätsverwandter in Tübingen
10. Daniel Andreae (1559–1615), württembergischer Kanzleiverwandter, 1583 Schreiber in Bebenhausen, verheiratet mit Ursula Schnerr (um 1560–nach 1615)
11. Maria Andreae (1560–1624), verheiratet I. seit 1579 mit Mag. Georg Schütz (um 1550–1588) aus Esslingen, Pfarrer in Möhringen auf den Fildern, Sohn von Johann Schütz, II. seit 1589/90 mit Dr. jur. utr. Johannes Christoph Harpprecht (1560–1639) aus Walheim, Professor der Rechtswissenschaft in Tübingen, Sohn von Hans Harpprecht (1518–1564) und Margaretha Reuschlin († 1564)
12. Corona Andreae (* 1562), verheiratet mit Dr. med. Johann Jakob Frey, Arzt in Cronweißenburg,
13. Ludwig Andreae (1564–1570),
14. Paulus Andreae (* 1566),
15. Judith Andreae (* 1567),
16. Agnes Andreae (1569–1570),
17. Hedwig Andreae (1571–1614), verheiratet seit 1588 mit Magister Jakob Magirus (1564–1624) aus Vaihingen, Pfarrer, 1595 Spezialsuperintendent (Propst) in Markgröningen, 1602 bis 1624 Abt von Lorch, Sohn von Johannes Magirus d. Ä. (1537–1614), Propst in Stuttgart und Abt von Lorch, und Anna Fritz († 1584),
18. Petrus Andreae (*/† 1574),
19. Paulus Andreae (*/† 1577),
20. Isaak Andreae (1579–1586).

Nachdem Jakob Andreaes erste Gemahlin, Anna Andreae geborene Entringer, am 25. Juli 1583 verstorben war, vermählte sich Jakob Andreae am 16. Februar 1585 in zweiter Ehe mit der Regensburger Witwe Regina Reiter geborene Schachner aus München († 17. September 1592 in Tübingen). Die zweite Ehe Jakob Andreaes blieb kinderlos.
- Zu den bekannten Nachkommen Jakob Andreaes und seiner ersten Ehefrau Anna Andreae im 19. Jahrhundert zählt der Tübinger Historiker Carl Friedrich Haug.[5]

## Werke (Auswahl)
- Kurtzer und einfältiger Bericht von des Herren Nachtmal und wie sich ein einfältiger Christ in die langwirige zwyspelt, so sich darüber erhebt, schicken soll. Gegler, Augsburg 1556. (Digitalisat)
- Disputatio de maiestate hominis Christi. 1564 in deutsch  Hundert vnnd Siben Schluszreden von der Maiestet des Menschen Christi vnd seiner warhafftigen wesentlichen Gegenwertigkeit im H. Nachtmal. Morhart, Tübingen 1565. (Digitalisat)
- Sechs christliche Predigten von den Spaltungen … zwischen den Theologen der Augsburger Konfession von 1548-1573. 1573 (abgedr. bei Heinrich Heppe, Gesch. des dt. Prot. 1555–1581, 1852 ff., III, Beilage 1).
- Schwäbische Konkordie. 1574.
- 20 Predigten aus den Jahren 1557, 1559 u. 1560. Schmoller (Hrsg.), 1890.

## Gedenktag
- 7. Januar im Evangelischen Namenkalender[6]

### Zeitgenössische Quellen
- Jakob Andreae, Johann Valentin Andreae (Hrsg.): Fama Andreana reflorescens Sive Jacobi Andreae Waiblingensis Theol. Doctoris. Vitae, Funeris, Scriptorum, Peregrinationum, Et Progeniei, Recitatio, curante Joh. Valentino Andreae Nepote. Johann Repp, Straßburg 1630.
  - (Neuausgabe:) Hermann Ehmer (Hrsg.): Leben des Jakob Andreae, Doktor der Theologie, von ihm selbst mit großer Treue und Aufrichtigkeit beschrieben bis auf das Jahr 1562, Calwer, Stuttgart 1991, ISBN 3-7668-3036-8 (= Quellen und Forschungen zur württembergischen Kirchengeschichte 10; lateinisch und deutsch)
- Johan. Valentin Andreae T. D. Und Agnes Elisabeth geborner Grüningerin. Eheleut GeschlechtRegister, Johann Weyrich Rößlin, Stuttgart 1644.
- Johann Jacob Moser: Genealogische Nachrichten, von seiner eigenen, auch vilen andern angesehenen Würtembergischen, theils auch fremden Familien, 2. Auflage. Schramm, Tübingen 1756, S. 132f, 171.